# Pont sur la Salouen
Le pont sur la Salouen (ou Thalwin) est le pont le plus long de Birmanie. Il relie la ville de Moulmein à Martaban. Il est construit au point de confluence du fleuve Salouen et des rivières Gyaing et Ataran, dans l'État Môn. Le pont comprend une partie routière de 3 km de long ainsi qu'une partie ferroviaire qui s'étale sur 6 km, en plus d'une voie piéton. Sa longueur totale est de 6,59 km.